# Gaby Benicio
Gaby Bénicio est une sommelière italo-brésilenne originaire de São Paulo (Brésil), distinguée par le Prix Michelin de la sommellerie en 2023. Cofondatrice du restaurant Äponem à Vailhan (Hérault), où elle officie comme sommelière et cheffe de salle.

## Biographie
Gaby Bénicio naît en 1979 ou 1983,. Originaire de São Paulo, elle grandit au Brésil avec un père chef d'entreprise et une mère institutrice. Avant de découvrir gastronomie et monde du vin en France, elle commence sa vie en étudiant la littérature, la philosophie et l'Histoire du 18e siècle au Brésil puis en France. Elle obtient un diplôme de Master 2 en littérature comparée à l'Université Sorbonne nouvelle en 2008, avant de travailler en 2013 à une thèse à l’École des hautes études en sciences sociales sur «l'image invisible au XVIIe siècle». Elle obtient un diplôme d’œnologie en 2007 en suivant la formation proposée par la Wine & Spirit Education Trust,,,,
En 2013, elle ouvre un restaurant à Paris dans le Xe arrondissement, en face du Canal Saint-Martin, avec la cheffe Amélie Darvas qui est à la fois son associée et sa compagne. Le restaurant s'appelle Haï Kaï. Dans ce restaurant, rapidement qualifié «Meilleure table Guide 2019» du Fooding, «Grands de demain» pour le Gault et Millau, « Tremplin de l’année » par le magazine Le Chef, et auréolé d'une étoile au Guide Michelin dès la première année de son ouverture, Gaby Bénicio, allergique au sulfite, se distingue notamment pour sa sélection de vins biodynamiques et/ou naturels qu'elle sert à l'aveugle, sélectionnés parmi des milliers de références. Elle propose également d'accorder les plats avec d'autres alcools comme la bière, le saké, des cocktails, y compris des boissons non alcoolisées,,,,.
En juin 2024, après le départ d'Amélie Darvas, Gaby Benicio reprend seule les commandes du restaurant Äponem. En mars 2025, elle annonce la perte de l'étoile Michelin.

## Distinctions
- Prix tête de cuvées 2019, décernée par l'association Women do Wine[14]
- Prix Michelin de la sommellerie 2023[15]